# 4-Aminophénol
Le 4-aminophénol, para-aminophénol ou p-aminophénol est un composé organique aromatique de formule H2NC6H4OH. Il est constitué d'un noyau benzénique substitué par un groupe hydroxyle (phénol) et un groupe amine (aniline) aux positions 1 et 4. C'est donc l'un des trois isomères de l'aminophénol, le composé para, les deux autres étant le 2-aminophénol  (ortho) et le 3-aminophénol (méta).
Il se présente généralement sous la forme de poudre blanche. On l'utilise de façon commune comme développeur pour films noir et blanc, vendu sous le nom de Rodinal. Il est très peu hydrophile, et n'est que modérément soluble dans les alcools, ce qui permet sa recristallisation dans l'eau chaude. En présence de base, il s'oxyde facilement. Ses dérivés N-méthylés et N, N-diméthylés sont des composés de recherches dans le commerce.

## Synthèse
Le 4-aminophénol est produit par nitration du phénol, suivi d'une réduction par le fer. Une alternative est l'hydrogénation partielle du nitrobenzène, formant alors la phénylhydroxylamine qui se réarrange facilement en 4-aminophénol:
C6H5NO2  +  2 H2   →  C6H5NHOH  +  H2O
C6H5NHOH   →  HOC6H4NH2

## Réactions
Le p-aminophénol réagit avec l'anhydride acétique dans la synthèse du paracétamol, :